# Koorts (boek)
Koorts (oorspronkelijke Engelse titel: Fever) is een boek geschreven door de Amerikaanse schrijver Robin Cook.

## Verhaal
Het boek gaat over een arts waarvan de vrouw gestorven is aan kanker. Hierdoor gaat hij zijn leven wijden aan kankerresearch. Maar dan blijkt dat zijn dochter een mysterieuze koorts heeft. Hij vecht een eenzame strijd tegen een bedrijf dat benzeen loost in de rivier. En ondertussen verslechtert zijn dochter alsmaar meer.